# Стыценко, Игорь Сергеевич
Игорь Сергеевич Стыценко (15 декабря 1928 года — 9 мая 1996 года) — советский и российский инженер, генеральный директор Ижевского мотозавода, Герой Социалистического Труда.

## Биография
Окончил Московский механический институт (1952) по специальности инженер-механик. После учёбы был направлен на Ижевский мотозавод.
В 1953—1991 годах работал на ПО «Ижевский мотозавод»: мастер, регулировщик, начальник участка, заместитель начальника сборочного цеха, заместитель начальника, начальник ОТК, главный инженер. С 1965 года работал директором Ижевского мотозавода, с 1978 года — генеральным директором.
Внёс вклад в развитие завода и приборостроения в Удмуртии. Под его руководством были освоены в серийном производстве системы управления космическими объектами, включая пилотируемые корабли, в том числе «Буран», спутники фоторазведки. Под его руководством построены корпус микроэлектроники, корпус медицинской техники, создано ОКБ, произошло полное техническое перевооружение предприятия, начался выпуск бытовых кассетных магнитофонов, шприцев однократного применения; построены новые жилые массивы.
Игорь Сергеевич Стыценко дважды избирался депутатом Верховного Совета УАССР (1980, 1985).

## Награды
- Ленинская премия (1984)
- Премия Совета Министров СССР (1981)
- Герой Социалистического Труда (1976)
- Два ордена Ленина (1971, 1976)
- Орден Трудового Красного Знамени (1966)[1].